# ضريح أحمد بن إسحاق
ضريح أحمد بن إسحاق (الفارسية: آرامگاه احمد بن اسحاق) هو مزار في سربل ذهب، في مقاطعة ساربول ذهب، في محافظة كرمانشاه، في إيران. هذا المقام هو مزار للشيعة ويُنسب إلى أحد أقرب أصحاب الإمام الحسن العسكري، وهو أحمد بن إسحاق الأشعري القمي (تُوفي بين عامي 874 و877 ميلادي، ودُفن هنا). يقع قبر أحمد بن إسحاق تقريبًا في وسط سربل ذهب ويُعتبر أهم مزار في هذه المدينة.
أساس المبنى من الفولاذ والطوب. يتكون المبنى الرئيس من أربع شرفات كبيرة، وأربع شرفات صغيرة، وشرفة تحيط بجوانب المبنى كافة، بالإضافة إلى الحرم نفسه. ويبلغ عرض مدخل الحرم 12 مترًا وارتفاعه 16 مترًا. تعلوه قبة زرقاء بارتفاع 27 مترًا وقطرها 15 مترًا، وعلى جانبيها زينتان (هُدَب) بارتفاع 27 مترًا. ويضم الضريح، إلى جانب المدخل الكبير الذي يُشكّل مدخل الحرم الرئيس، ثلاث أبواب جانبية أيضًا.
الحرم، الذي بُني فوق القبر، مُزخرف بالذهب والكروم، وتبلغ أبعاده 1.80 × 2.20 متر، وارتفاعه 2.5 مترًا. أما الواجهة الخارجية للمبنى فهي مكسوة بطوب إصفهاني بسُمك 5 سم. وقد اُستُخدم طراز مختلف في العمارة الداخلية؛ حيث يغطي الأرضية وما يصل إلى 1.5 متر من الجدران المحيطة رخامٌ أخضر، بينما زُيّنت المساحة المتبقية حتى السقف بطوب إصفهاني بسُمك 3 سم بمونة من البلاط الفيروزي. أما الأسقف والشرفات، فقد صُمّمت باستخدام الطوب والبلاط التقليديين على هيئة زخارف عقدية.

## إعادة الإعمار
دُمر المبنى القديم الذي كان عمره حوالي 1000 عام أثناء الحرب العراقية الإيرانية (1980-1988). وفي عام 1989، مباشرةً بعد نهاية الحرب، بدأت أعمال تجديد المبنى. وفي عام 2011، وُضعَت خطة شاملة لإعادة بناء هذا الضريح. وتعرّض المبنى لأضرار بسيطة أخرى جراء الزلزال الذي وقع في 12 نوفمبر/تشرين الثاني 2017. بدأت أعمال إعادة بناء قبر أحمد بن إسحاق مرة أخرى في تشرين الأول 2018 وكانت مؤسسة الإسكان الثورية الإسلامية، ومنظمة الأوقاف والخيرية الإيرانية ومؤسسة المستضعفين هم الجهات المسؤولة عن ذلك. نُفذَت مهمة التجديد بهيكل معدني على أرض بمساحة 2500 متر مربع وبنية تحتية بمساحة 3500 متر مربع على طابقين في عام 2020 م.

## الفناء
الفناء، بما يتميز به من نقاء وجمال يتناغمان مع روحانية الحرم، مستوحى من العمارة الإسلامية والتقليدية، ويقع في الجزء الشرقي من هذا الصرح الديني. وتضفي عليه أشجار الكافور الجميلة طابعًا خاصًا، ويُستخدم كمسجد خلال المناسبات الدينية مثل عيد الفطر. وقد وصفته اليونسكو بأنه أحد أهم تحفات العمارة الإسلامية في العالم.

## المقبرة
وفي جزء آخر من الفتاء وحولها تقع قبور شهداء الحرب العراقية الإيرانية ومقبرة مدينة سربل ذهب.

## طالع أيضًا
- قبر مالك إلخان[الإنجليزية]
- ضريح ويس نزار[الإنجليزية]
- مقابر إسقواند الصخرية[الإنجليزية]
- قبة سرخ

## روابط خارجية
- صور قبر "أحمد بن إسحاق الأشعري القمي".
- معرض صور قبر أحمد بن إسحاق
- قبر أحمد بن إسحاق على خرائط جوجل
- قبر أحمد بن إسحاق سربل ذهب